# 라인하르트 하이드리히
라인하르트 트리스탄 오이겐 하이드리히(독일어: Reinhard Tristan Eugen Heydrich [ˈʁaɪnhaʁt ˈtʁɪstan ˈɔʏɡn̩ ˈhaɪdʁɪç][*], 1904년 3월 7일 ~ 1942년 6월 4일)는 나치 독일의 SS와 경찰에서 고위 인물이었으며 홀로코스트의 주요 설계자였다.
그는 국가보안본부(게슈타포, 형사 경찰, SD를 포함해서)의 책임자였으며, 뵈멘-메렌 보호령의 슈텔페르트레텐더 라이크스프로텍토어(Stellvertretender Reichsprotektor, 총독대리)였다. 또한 그는 국제형사경찰위원회(ICPC, 현재의 국제형사경찰기구(인터폴)를 말한다)의 위원장을 역임했으며, 1942년 1월 반제 회담을 주관하여 독일이 점령한 유럽 지역에서 모든 유대인들의 추방과 대량학살에 대한 계획인 "유대인 문제에 대한 최종 해결책"을 공식화했다.
많은 역사가들은 하이드리히를 나치 정권 내에서 가장 악랄했던 인물로 여긴다. 아돌프 히틀러는 그를 "철의 심장을 가진 남자"로 묘사했다. 하이드리히는 체포, 추방과 살해를 통해 나치당에 대한 저항을 찾아 무력화시키는 임무를 가진 정보 기관인 SS국가지도자 보안국(Sicherheitsdienst, SD)의 설립 책임자였다. 또한 그는 1938년 11월 9일부터 10일까지 나치 독일과 오스트리아 일부 지역에서 유대인에 대한 일련의 공동 공격인 수정의 밤(Kristallnacht)의 조직을 도왔으며, 이 공격은 돌격대 부대원들과 민간인들에 의해 수행되었고 홀로코스트를 예고했다. 이후 하이드리히는 프라하에 도착하자마자 체코 문화를 억압하고 체코의 저항군을 추방함으로써 나치의 점령에 대한 반대를 제거하려고 했다. 그는 독일군을 뒤따르며 130만 명의 유대인을 포함해 200만 명 이상을 대량 총살과 가스 살상을 통해 살해한 특수부대 아인자츠그루펜(Einsatzgruppen)을 직접 지휘했다.
하이드리히는 1942년 5월 27일 유인원 작전의 결과로 프라하에서 치명상을 입었다. 그는 그를 죽이기 위해 체코슬로바키아 망명정부가 보낸 체코와 슬로바키아 군인 팀의 매복 공격을 받았는데, 이 팀은 영국의 특수 작전 집행부의 교육을 받았다. 하이드리히는 일주일 후 부상으로 사망했다. 나치의 정보국은 체코와 슬로바키아 군인을 리디체와 레자키 마을과 거짓으로 연관시켰고 두 마을 모두 파괴되었다. 성인 남자들은 총살당했고, 여자와 아이들은 추방되어 나치 강제 수용소에서 살해당했다.

## 생애 초기
라인하르트 트리스탄 오이겐 하이드리히는 1904년 독일 제국 할레안데어잘레에서 작곡가이자 오페라 가수인 리하르트 브루노 하이드리히와 그의 아내인 엘리자베트 아나 마리아 아말리아 하이드리히(결혼 전 이름은 크란츠) 사이에서 태어났다. 그의 아버지는 원래 개신교 가정에서 태어났으나 결혼과 동시에 엘리자베트의 로마 카톨릭교로 개종했다. 라인하르트는 할레의 소수 가톨릭 신자로서 어머니와 함께 매주 저녁 기도와 미사에 참석하는 제단 소년이었다. 그의 두 이름 중 두 개는 음악과 관련이 있다. "라인하르트"는 아버지의 오페라 아멘의 영웅이었고, "트리스탄"은 리하르트 바그너의 트리스탄과 이졸데라는 오페라에서 유래하였다. 하이드리히의 세 번째 이름인 "오이겐"은 고인이 된 외할아버지의 이름이었다(그의 외할아버지 오이겐 크란츠는 드레스덴 왕립 음악원의 관리자였다).
하이드리히의 가족은 사회적 지위와 상당한 재정적 수단을 가지고 있었다. 음악은 하이드리히의 일상 생활의 일부였다. 그의 아버지는 할래 연극과 교육 음악 학교를 설립했고 그의 어머니는 그곳에서 피아노를 가르쳤다. 장남으로서 라인하르트 하이드리히는 아버지의 음악원을 물려받을 것으로 예상되었고 아버지로부터 음악 교육을 받았다. 그는 6살 때 피아노와 바이올린을 배웠다. 하이드리히는 바이올린에 대한 열정을 키우고 그 관심을 성인이 될 때까지 이어갔다. 그는 음악적 재능으로 듣는 사람들에게 깊은 인상을 남겼다.
그의 아버지는 카이저 빌헬름 2세에게 충성을 바친 독일 민족주의자였는데 그는 그의 세 자녀들에게 애국심을 불어넣었지만 제1차 세계 대전이 끝날 때까지 어떤 정당에도 가입하지 않았다. 하이드리히의 가정은 엄격했다. 처음에는 허약하고 병약한 청년이었던 하이드리히는 그의 부모로부터 힘을 키우기 위해 운동을 하도록 격려받았다. 그는 그의 남동생인 하인츠와 모의의 펜싱 결투를 벌였다. 그는 특히 과학 분야의 세속적인 "레포름귐나지움"(Reformgymnasium)에서의 학업 성적이 뛰어났다. 재능 있는 운동선수였던 하이드리히는 전문적인 수영 선수이자 펜싱 선수가 되었다. 그는 수줍음이 많고 자신이 없었으며 유대인 혈통이라는 소문이 돌아서 자주 괴롭힘을 당했다. 이러한 소문은 그의 외삼촌 한스 크란츠가 이저 여르미(Iza Jarmy)라는 이름의 헝가리 유대인과 결혼한 후에 더욱 커졌다. 그럼에도 가족들은 유대인 공동체와 좋은 관계를 유지했다. 많은 유대인들이 하이드리히의 아버지의 음악 학교에 다녔으며 그 지하실은 유대인 판매원에게 임대되었다. 하이드리히는 한 유대교 선창자의 아들인 아브라함 리히텐슈타인과 친구였다.
1918년 제1차 세계 대전은 독일의 패배로 끝났다. 1919년 2월 말, 하이드리히의 고향인 할레에서 공산주의자들과 반공산주의자들 간의 파업과 충돌을 포함한 시민 소요 사태가 발생했다. 국가방위부 장관 구스타프 노스케의 지시에 따라서 우익 준군사 조직이 구성되어 할레를 "탈환"하라는 명령을 받았다. 당시 15세였던 하이드리히는 메르커의 폴룬터 리플레스(Volunteer Rifles, 준군사적 자유군단 부대)에 합류했다. 하이드리히는 군 복무를 하기에는 너무 어렸기 때문에 이것은 대체적으로 상징적인 것이었다. 그가 전투에 참여했다는 증거는 없으며, 접전이 끝났을 때 그는 사유 재산을 보호하기 위해 배정된 부대의 일원이었다. 하이드리히는 이 때부터 독일의 민족운동과 반공주의에 대해 긍정적인 의견을 형성하기 시작했으며, 베르사유 조약과 당시 독일-폴란드 국경의 배치에 대해 혐오감을 갖기 시작했다. 하이드리히는 반유대주의 조직인 독일민족보호와반항연맹(Deutschvölkischer Schutz- und Trutzbund)에 가입했다고 확인된다. 그러나 이와 관해서는 그가 받은 엽서 한 장 외에는 문서가 거의 존재하지 않는다.
베르사유 조약의 조건과 독일의 막대한 전쟁 부채로 인해 초인플레이션이 독일 전역에 일어났고 많은 사람들이 저축한 돈을 잃었다. 할레도 마찬가지였다. 1921년까지 하이드리히의 아버지의 음악 학교에서 음악 교육을 받을 수 있는 마을 사람들은 거의 없었고, 이는 하이드리히 가족에게 재정적 위기를 일으켰다.

## 해군 경력

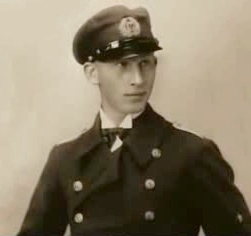
1922년 국가해군의 사관후보생 시절의 하이드리히.

1922년에 하이드리히는 독일 해군(Reichsmarine)에 입대하여, 보안, 구조, 연금 등의 이점을 해군에게 제공받게 되었다. 그는 독일의 주요 해군 기지인 킬에서 해군 사관후보생이 되었다. 하이드리히의 많은 동료들은 그를 유대인으로 잘못 생각했다. 이러한 소문에 대응하기 위해 하이드리히는 독일민족보호와반항연맹과 같은 반유대주의/민족주의 조직에 가입했다고 사람들에게 말했다. 1924년 4월 1일 그는 상급 장교후보생(Oberfähnrich zur See)으로 승진하여 뮈르비크 해군 사관학교에서 장교 훈련을 받았다. 1926년에 그는 해군 중위(Leutnant zur See)로 진급하여 독일의 북해 함대인 기함인 전함 SMS 슐레스비히-홀슈타인의 신호 장교로 임명되었다. 그는 진급과 함께 더 큰 인정을 받았다. 그는 상사들로부터 좋은 평가를 받았고, 다른 동료 선원들과 별 문제가 없었다. 1928년 7월 1일 그는 중위(Oberleutnant zur See)로 진급했다. 진급한 그의 지위는 그에게 야망과 오만함을 채웠다.
하이드리히는 수많은 사건들로 악명을 떨쳤다. 1930년 12월 그는 조정 클립 무도회에서 리나 폰 오스텐을 만났다. 그들은 낭만적인 사이가 되었고 곧 약혼을 발표했다. 리나는 이미 나치당 추종자이자 반유대주의자였고, 그녀는 1929년에 처음으로 집회에 참석했다. 1931년 초 하이드리히는 리나 폰 오스텐과 약혼하기 6개월 전에 알고 지냈던 다른 여성과 약혼 약속을 위반한 것에 대해 "장교이자 신사답지 못한 행동"이라는 혐의로 기소되었다. 에리히 레더 제독은 4월에 하이드리히를 해군에서 해고했다. 그는 향후 2년 동안 매달 200라이히마르크 (2021년 기준 €775)의 퇴직금을 받았다. 하이드리히는 1931년 12월 리나와 결혼했다.

## SS보안방첩부와 하이드리히
이후 1931년 하이드리히는 하인리히 힘러에 의해 발탁되어 SS 내의 정보부대인 SS 보안방첩부(독일어: Sicherhitsdienst, '보안방첩대' 또는 '보안대'로도 번역, 약칭 : SD)의 수장으로 임명되었다. 비록 하이드리히는 당의 다른 고참 투사들과 달리 신입에 불과했으나 해군에서 익힌 전문 지식과 기술, 능력을 히틀러가 높이 평가한 것이다. 그때까지 각 SS연대에 소규모로 흩어져 있던 SD요원들은 하이드리히의 지휘 아래 강력한 조직으로 성장하였다. 죽을 때까지 SD 부장이었던 하이드리히는 이 조직을 유일한 국가 정보 기관으로 인정받고 싶어했으나 히믈러의 견제와 히틀러 특유의 리더쉽으로 인해 제3제국이 종말하는 날까지 당 소속 기관으로 남게 된다.
하이드리히는 SD 부장으로 임명된 이래, 아마추어적이고 초보 수준이던 SS의 정보업무를 해군 복무 시절에 배웠던 수준으로 향상시키는 노력을 기울이게 된다. SD를 군대식으로 조직하고 업무도 해군 정보기관에서 익혔던 내용을 전수하여 조직을 강화/발전시켜 나갔다. 비전문인력이라도 확고한 이념과 당에 대한 봉사정신만 있다면 누구라도 자원을 허락하여,
어느종류라도 상관없이 방대하고도 막대한 양의 정보수집에 성공한다.
이는 주로 비전문 인력으로 구성되어 있던 친위대의 정보부서에 비하여 해군 장교 출신인 하이드리히의 전문성에 기인한 바가 크다. 폴란드 침공시에도 폴란드 쪽에 전쟁책임을 떠넘기기 위해 보안대가 정보조작 및 사건 조작에 큰 기여를 한다.
힘러는 그의 성과에 만족했고 1933년 바이에른주 부경찰청장으로 임명한 데 이어 1934년에는 헤르만 괴링으로부터 인수한 게슈타포를 맡기고 베를린의 프란츠 알브레히트 8번가(게슈타포 본부 주소)로 불러들인다. 하이드리히는 이제 게슈타포와 SD 모두를 지휘하게 된 것이다. 게슈타포가 괴링의 사설 경찰같은 조직에서 SS와 융합하여 비밀경찰로서 악명을 떨치게 된 것은 하이드리히가 조직을 맡게 되면서부터이다. 후에 SD와 게슈타포는 통합되어 국가보안본부(RSHA)로 명명되며 하이드리히가 초대 수장으로 임명된다.
제국안의 모든 기관에 영향력을 행사하고 있었지만 해군 제독 빌헬름 카나리스를 필두로한 국방군 휘하 정보부 아프베어(Abwehr)엔 그 영향력을 행사하지 못하였다. 이는 유대인 조상설에 관한 확실한 정보를 카나리스가 가지고 있다는 풍문을 더욱 입증시켜주는 듯한 한 분위기를 풍겼다.
보안방첩부는 제국 내 수 많은 기밀, 반체제 인사, 정보, 유력인사들의 부정행위 등을 수집하고 있었고 이는 정치인, 유력 당원을 넘어 국방군, 친위대의 장군들의 정보까지도 포함했다.
역설적으로 이들은 자신들의 수장에 대한 암살 작전에 대해서는 정보를 수집하지 못하여 아래 하이드리히 암살사건이 발생하여 그들의 수장을 잃어버리게 된다.
막강하고 전방위적 보안, 정보 관련 부서의 수장의 암살사건을 예측조차 하지 못한 것은 수많은 추측과 음모론을 일으키게 되어 몇몇 학자들은 하급 정보원들에게서 암살사건 정보 자체가 누락이 되었다고 의문을 제기 하고 있다.
이는 하이드리히를 견제한 힘러의 손길이 닿았다는 설이 있는데 하이드리히의 암살 기도 이후 파견된 의사가 힘러의 사주를 받고 되려 하이드리히의 상태를 악화 시켜 죽음에 이르게 하였다고 보는 이들 역시 많다.

## 룀 숙청 사건
장검의 밤(The Night Of the Long Knives)으로 명명된 이 사건은 나치당이 권력을 잡은 시점에서도 '아직도 혁명은 끝나지 않았다'고 부르짖던 SA의 수장 에른스트 룀을 헤르만 괴링과 히믈러 등이 견제하여 숙청한 사건으로 장검의 밤에서 하이드리히 역시 큰 비중을 차지한다.
당시 보안대의 최고실권자로서 제국내 보안과 정보를 총괄하던 하이드리히로서는 증거 조작은 손쉬운 일이었고 SD가 앞서서 룀에 대한 불리한 증거들을 히틀러에게 보고하기에 이른다.
룀의 동성애적 취향과 돌격대의 사조직화, 사회주의적인 성향등은 곧 룀의 큰 결점으로 보였고 괴링과 히믈러 등의 끝없는 설득으로 인해 히틀러는 자신의 최대의 동지 중 한 명이었던 룀의 숙청을 결심한다.
1934년 6월 30일에 실행된 본 사건은 히믈러는 라인하르트 하이드리히, 쿠르트 다루게, 발터 쉐렌베르크 등 믿을 만한 친위대 인사들에게 룀을 비롯한 룀의 측근 및 눈여겨 보았었던 SA의 주요 간부들을 '처리'할 것을 명령하여 이후로 SA와 SS의 입지는 뒤바뀌게 된다.

## 암살

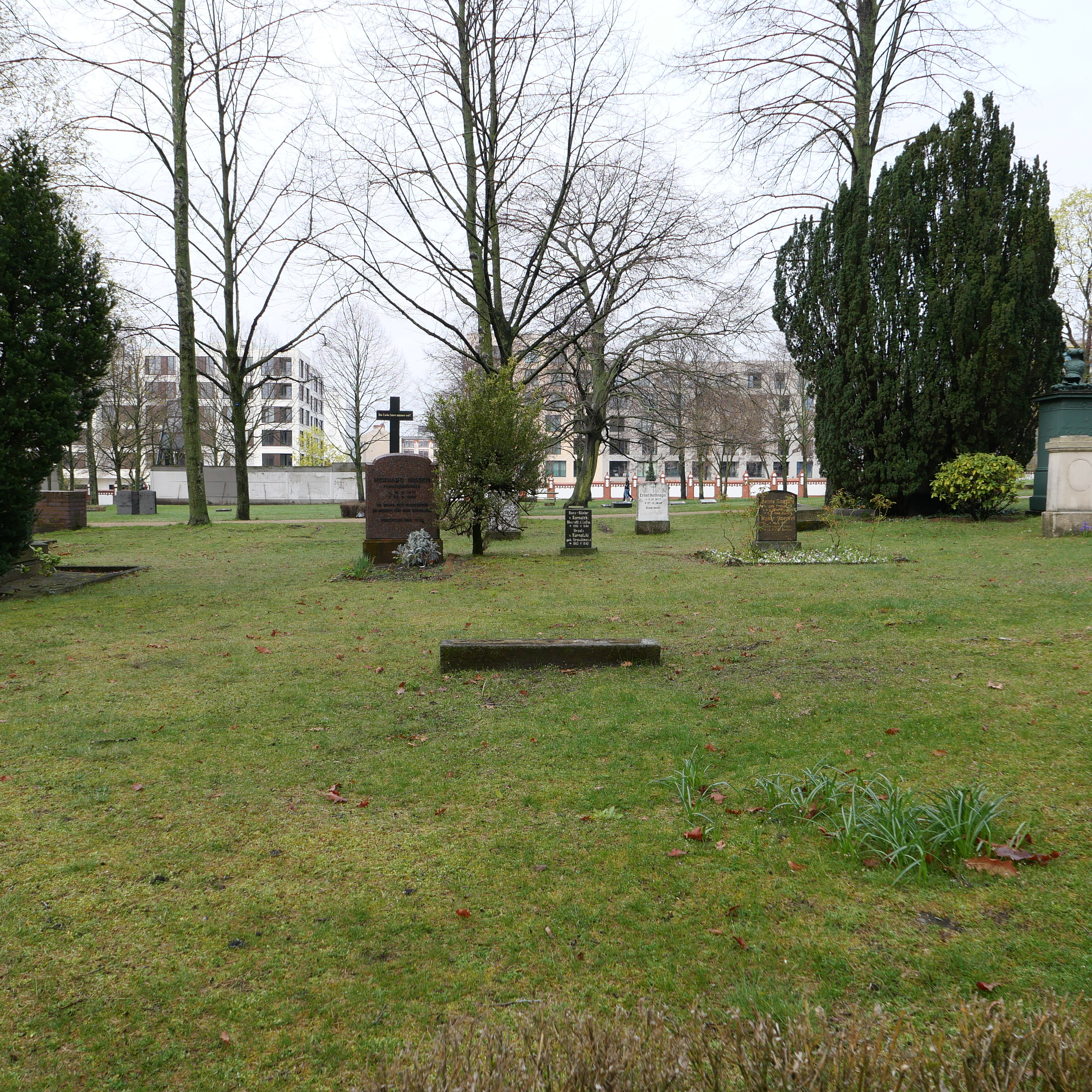
베를린 Invalids '묘지에서 Heydrich의 익명의 무덤. 2019년 알려지지 않은 범인이 무덤을 열면서 정확한 위치가 공개되었다.

1942년 5월 27일, 보헤미아-모라바 보호령 총독대리 하이드리히가 체코슬로바키아 레지스탕스의 공격을 받았지만 생명에는 지장이 없다는 발표가 나왔다. 이 사건은 영국의 지원을 받은 얀 쿠비츠와 요제프 가베크가 시도한 암살 사건이었다.
아침 출근길에 베를린-프라하 간 고속도로에서 권총과 폭탄 공격을 당한 하이드리히는 즉시 시립병원으로 옮겨졌고, 당시 프라하에서 가장 솜씨 좋은 외과의사인 호올 바흠이 수술했다. 폐와 복부에 파편이 꽂혀 있었고, 중상이었다. 수술 후 하이드리히는 회복 조짐을 보였으나 6월 3일 위독상태에 빠졌다. 힘러가 2명의 전속 의사를 급히 파견했지만 그들의 노력에도 불구하고 6월 4일 아침에 하이드리히는 사망했다. 검시 해부 결과 비장 절제 때문에 일어난 합병증으로 인한 가슴 중앙부의 염증이 사인이라고 공식 기록되었다.
다만, 힘러가 파견한 의사들의 노력이 나중에 오히려 하이드리히의 죽음을 재촉했다는 설도 있다. 하이드리히를 발탁한 것은 힘러였지만, 이 무렵 힘러와 하이드리히의 관계는 극악의 라이벌 관계로 치닫고 있었기 때문이다.
- 하이드리히를 최초로 수술한 바흠은 전후에 나치 협력자로 체포되어 강제 노동형에 처해져 지뢰 제거 작업에 투입되었으나, 지뢰가 폭발하여 중상을 입었다. 아무도 그를 치료하지 않았고 라이프치히로 옮겨졌으나, 그 곳에서 죽었다.
- 레지스탕스들은 성 카를 보르메우스 교회에 숨어있었는데, SS와 게슈타포가 습격하여 모두 죽여버렸다.
- 하이드리히가 죽은 날, 152명의 유대인이 처형되었다.
- 6월 9일, 복수를 이유로 7 SS의용산악사단 프린츠오이겐의 일부 병력이 차출되어 한낱 농촌에 불과했던 마을 리디체를 완전히 파괴했다. 마을 주민 중 남자들 172명이 처형되었고 여성과 청소년은 수용소로 보내졌으며 아이들은 독일이나 다른 지역으로 입양되었다. 이 아이들 중 일부는 종전 후 연합군에 의해 다시 구출되었다.
- 하이드리히 사후 국가보안본부장에는 힘러에 충직한 에른스트 칼텐브루너가 임명되었고, 1943년 1월 말에 정식 취임했다.
- 영화 《새벽의 7인 (원제 : Operation Daybreak)》는 이 사건을 다룬 영화다.
- 영화 《철의 심장을 가진 남자 (원제 : The Man with the Iron Heart)》는 이 사건을 다룬 영화다.

## 유대인 조상설
하이드리히의 할머니가 유대인이라는 소문은 그가 살아있을 때 끊임없이 제기된 문제였다. 당시 하이드리히가 이끄는 SS보안방첩부 및 게슈타포, 나중에는 국가보안본부까지 빌헬름 카나리스 제독이 이끄는 군정보부-Abwehr와 치열한 경합을 벌이면서 다른 모든 분야에는 SS의 영향력을 침투시키면서도 군정보부에 대해서는 이렇다 할 조치를 취하지 않았던 것이 이러한 소문을 증폭시켰다. 카나리스가 하이드리히의 유대인 가계설에 대한 확실한 물증을 가지고 있다는 소문이 있었던 것이다. 뉘른베르크법뿐만 아니라, 인종적 순수성의 모범 사례가 되어야 할 나치 친위대 고급 지휘관이 유대인의 후손이라는 사실은 치명적인 자체모순이었던 것이다.
1932년 나치당 의원 그레고리 슈트라우스가 가계도를 조사하지만 아무것도 얻어내지 못했다. 이 소문에 대해 하인리히 힘러는 "누가 유대인인지는 내가 결정한다."라 일갈했고 이후 소문은 잠잠해졌다.

## 참고 문헌
- Arad, Yitzhak (1987). 《Belzec, Sobibor, Treblinka: The Operation Reinhard Death Camps》. Bloomington, IN: Indiana University Press. ISBN 978-0-253-34293-5.
- BBC (2019년 12월 16일). “Grave of top Nazi leader Reinhard Heydrich opened in Berlin”. 《BBC.com》. BBC. 2019년 12월 20일에 확인함.
- Blandford, Edmund L. (2001). 《SS Intelligence: The Nazi Secret Service》. Edison, NJ: Castle Books. ISBN 0-7858-1398-5.
- Bracher, Karl Dietrich (1970). 《The German Dictatorship: The Origins, Structure, and Effects of National Socialism》. New York: Praeger. ISBN 978-1-12563-479-0.
- Browder, George C. (2004). 《Foundations of the Nazi Police State: The Formation of Sipo and SD》. Lexington: University Press of Kentucky. ISBN 978-0-8131-1697-6.
- Browning, Christopher R. (2004). 《The Origins of the Final Solution: The Evolution of Nazi Jewish Policy, September 1939 – March 1942》. Comprehensive History of the Holocaust. Lincoln: University of Nebraska Press. ISBN 0-8032-1327-1.
- Bryant, Chad Carl (2007). 《Prague in Black: Nazi Rule and Czech Nationalism》. Cambridge, MA: Harvard University Press. ISBN 978-0-674-02451-9.
- Burian, Michal; Knížek, Aleš; Rajlich, Jiří; Stehlík, Eduard (2002). 《Assassination: Operation ANTHROPOID, 1941–1942》 (PDF). Prague: Ministry of Defence of the Czech Republic – AVIS. ISBN 978-80-7278-158-4.
- Calic, Edouard (1985) [1982]. 《Reinhard Heydrich: The Chilling Story of the Man Who Masterminded the Nazi Death Camps》. New York: Morrow. ISBN 978-0-688-00481-1.
- Conquest, Robert (2008) [1990]. 《The Great Terror: A Reassessment》. Oxford: Oxford University Press. ISBN 978-0-19-531700-8.
- Craig, John S. (2005). 《Peculiar Liaisons: In War, Espionage, and Terrorism in the Twentieth Century》. New York: Algora. ISBN 978-0-87586-331-3.
- Dederichs, Mario R. (2009) [2005]. 《Heydrich: The Face of Evil》. Drexel Hill, PA: Casemate. ISBN 978-1-935149-12-5.
- Delarue, Jacques (2008) [1962]. 《The Gestapo: A History of Horror》. New York: Skyhorse. ISBN 978-1-60239-246-5.
- Donnelley, Paul (2012). 《Assassination!》. United Kingdom: Lulu Publishing. ISBN 978-1-908963-03-1.
- Evans, Richard J. (2005). 《The Third Reich in Power》. New York: Penguin Group. ISBN 978-0-14-303790-3.
- Flaherty, T. H. (2004) [1988]. 《The Third Reich: The SS》. Time-Life Books. ISBN 978-1-84447-073-0.
- Frucht, Richard C. (2005). 《Eastern Europe: An Introduction to the People, Lands, and Culture》. Santa Barbara, CA: ABC-CLIO. ISBN 978-1-57607-800-6.
- Garrett, Stephen (1996). 《Conscience and Power: An Examination of Dirty Hands and Political Leadership》. New York: St Martin's Press. ISBN 978-0-312-15908-5.
- Gerwarth, Robert (2011). 《Hitler's Hangman: The Life of Heydrich》. New Haven, CT: Yale University Press. ISBN 978-0-300-11575-8.
- Gerwarth, Robert (2011). 《Reinhard Heydrich. Biographie.》 (독일어). München: Siedler.
- Goldhagen, Daniel Jonah (1996). 《Hitler's Willing Executioners: Ordinary Germans and the Holocaust》. New York: Knopf. ISBN 978-0-679-44695-8.
- Headland, Ronald (1992). 《Messages of Murder: A Study of the Reports of the Einsatzgruppen of the Security Police and the Security Service, 1941–1943》. Rutherford, N.J.: Fairleigh Dickinson University Press. ISBN 978-0-8386-3418-9.
- Hilberg, Raul (1985). 《The Destruction of the European Jews》. New York and London: Homles & Meier. ISBN 0-8419-0910-5.
- Hillgruber, Andreas (1989). 〈War in the East and the Extermination of the Jews〉.   Marrus, Michael. 《The "Final Solution": The Implementation of Mass Murder》. The Nazi Holocaust, Part 3 1. Westpoint, CT: Mecler. ISBN 978-0-88736-255-2.
- Höhne, Heinz (2000) [1969]. 《The Order of the Death's Head: The Story of Hitler's SS》. London: Penguin. ISBN 978-0-14-139012-3.
- Horvitz, Leslie Alan; Catherwood, Christopher (2006). 《Encyclopedia of War Crimes and Genocide》. New York: Facts on File. ISBN 978-0-8160-6001-6.
- Kershaw, Ian (2000). 《Hitler: 1936-45: Nemesis》. New York: W. W. Norton & Company. ISBN 978-0-393-04994-7.
- Kershaw, Ian (2008). 《Hitler: A Biography》. New York: W. W. Norton & Company. ISBN 978-0-393-06757-6.
- Kitchen, Martin (1995). 《Nazi Germany at War》. New York, NY: Longman. ISBN 0-582-07387-1.
- Lehrer, Steven (2000). 《Wannsee House and the Holocaust》. Jefferson, NC: McFarland. ISBN 978-0-7864-0792-7.
- Lemons, Everette (2005). 《The Third Reich, A Revolution of Ideological Inhumanity: The Power Of Perception》. Lulu Press. ISBN 978-1-4116-1932-6.
- Longerich, Peter (2012). 《Heinrich Himmler: A Life》. Oxford: Oxford University Press. ISBN 978-0-19-959232-6.
- MacDonald, Callum (1989). 《The Killing of Reinhard Heydrich: The SS 'Butcher of Prague'》. New York: Da Capo Press. ISBN 978-0-306-80860-9.
- MacDonald, Callum (1998) [1989]. 《The Killing of Reinhard Heydrich: The SS 'Butcher of Prague'》. New York: Da Capo Press. ISBN 978-0-306-80860-9.
- McNab, Chris (2009). 《The SS: 1923–1945》. London: Amber Books. ISBN 978-1-906626-48-8.
- 《Merriam Webster's Collegiate Dictionary》 Ten판. Springfield, MA: Merriam-Webster. 1996. ISBN 0-87779-709-9.
- Paces, Cynthia (2009). 《Prague Panoramas: National Memory and Sacred Space in the Twentieth Century》. Pittsburgh: University of Pittsburgh Press. ISBN 978-0-8229-6035-5.
- Padfield, Peter (1990). 《Himmler: Reichsführer SS》. New York: Henry Holt. ISBN 0-8050-2699-1.
- Ramen, Fred (2001). 《Reinhard Heydrich: Hangman of the Third Reich》. New York: Rosen. ISBN 978-0-8239-3379-2.

- Reitlinger, Gerald (1989) [1956]. 《The SS: Alibi of a Nation 1922–1945》. New York: Da Capo Press. ISBN 978-0-306-80351-2.
- Rhodes, Richard (2002). 《Masters of Death: The SS-Einsatzgruppen and the Invention of the Holocaust》. New York: Vintage Books. ISBN 0-375-70822-7.
- Roberts, Andrew Lawrence (2005). 《From Good King Wenceslas to the Good Soldier: A Dictionary of Czech Popular Culture》. Central European University Press. ISBN 978-963-7326-26-4.
- Semerdjiev, Stefan (2019년 6월 10일). “Reinhard Heydrich: A Devil With Many Faces”. 《Historynet》. 2022년 3월 11일에 확인함.
- Sereny, Gitta (1996) [1995]. 《Albert Speer: His Battle With Truth》. New York: Vintage. ISBN 978-0-679-76812-8.
- Shirer, William L. (1960). 《The Rise and Fall of the Third Reich》. New York: Simon & Schuster. ISBN 978-0-671-62420-0.
- Snyder, Louis (1994) [1976]. 《Encyclopedia of the Third Reich》. Da Capo Press. ISBN 978-1-56924-917-8.
- Steigmann-Gall, Richard (2003). 《The Holy Reich: Nazi Conceptions of Christianity, 1919–1945》. Cambridge: Cambridge University Press. ISBN 978-0-521-82371-5.

- Waite, Robert George Leeson (1969) [1952]. 《Vanguard of Nazism: The Free Corps Movement in Postwar Germany, 1918–1923》. New York, NY: W. W. Norton & Company. ISBN 978-0-393-00181-5.
- Weale, Adrian (2010). 《The SS: A New History》. London: Little, Brown. ISBN 978-1408703045.
- Williams, Max (2001). 《Reinhard Heydrich: The Biography, Volume 1—Road To War》. Church Stretton: Ulric Publishing. ISBN 978-0-9537577-5-6.
- Williams, Max (2003). 《Reinhard Heydrich: The Biography, Volume 2—Enigma》. Church Stretton: Ulric Publishing. ISBN 978-0-9537577-6-3.